# Manorhamilton
Manorhamilton is een plaats in het Ierse graafschap Leitrim. De plaats telt 1.466 inwoners en is na Carrick-on-Shannon de tweede plaats in Leitrim. Het dorp ligt aan de N16 tussen de stad Sligo en Enniskillen in Noord-Ierland. 

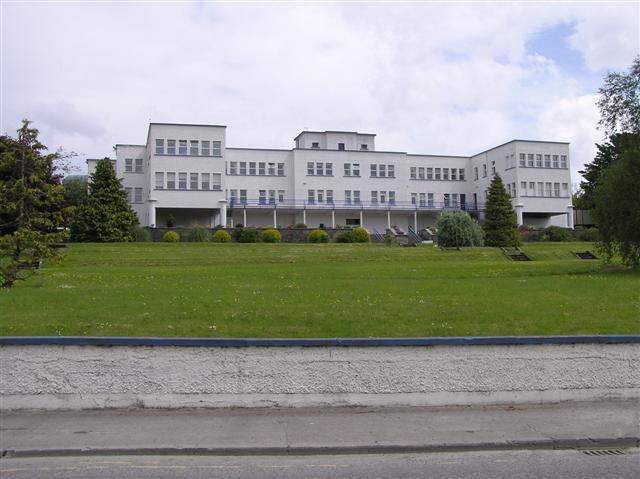
Our Lady's Hospital

 Manorhamilton heeft een centrumfunctie voor de regio. De plaats heeft een ziekenhuis en was tot 2005 zetel van de North-Western Health Board. Het is ook een van de drie municipal districts van Leitrim.